# Скляренко, Наталья Константиновна
Наталья Константиновна Скляренко (род. 1938, Ялта) — украинская советская политическая деятельница, швея швейной фабрики имени 8-го Марта города Артемовска Донецкой области. Депутат Верховного Совета СССР 7-8-го созывов.

## Биография
Родилась в семье Константина Ленца, который служил летчиком-истребителем в Красной армии и погиб в начале Великой Отечественной войны. Вскоре умерла и мать. Воспитывалась в семье Емельяна Хомича и Софьи Антоновны приходов.
Окончила профессионально-техническую школу, получила специальность швеи.
В 1956—1959 годах — швея швейной фабрики имени МОДР, швея мастерской индивидуального пошива города Артемовска Сталинской (Донецкой) области. Образование среднее: без отрыва от производства окончила среднюю школу.
С 1959 года — швея экспериментального цеха Артемовской швейной фабрики имени 8-го Марта города Артемовска Донецкой области.
Член КПСС с 1968 года.